# Liffe 2004
15. ljubljanski mednarodni filmski festival je potekal od 10. do 24. novembra 2004 v Ljubljani s projekcijami v Cankarjevem domu (Linhartova in Kosovelova dvorana), Kinodvoru, Kinu Vič in Kinu Komuna. Otvoritveni film je bila Slaba vzgoja Pedra Almodóvarja.

## 15. Liffe v številkah in novosti
- 110 (111) filmov
- 284 filmskih projekcij
- 27 razprodanih projekcij
- 55 gostov
- 29 pogovorov z gosti festivala
- več kot 50 000 obiskovalcev[1]

Novosti:
- možnost glasovanja prek mobilnega telefona
- novi sekciji Odbitki in Gverila (s slednjo so se na festival vrnili dokumentarni filmi)

## Nagrade
- FIPRESCI: nagrada mednarodnega svetovnega združenja filmskih kritikov za najboljši film uradne sekcije Perspektive
- zlati kolut: nagrada občinstva za najboljši film sekcije Obzorja; Cankarjev dom nagrajeni film odkupi za predvajanje po Sloveniji
- vodomec: nagrada za najboljšega mladega avtorja uradne sekcije Perspektive po mnenju strokovne žirije

| Nagrada        | Film                          | Režiser                   |
| -------------- | ----------------------------- | ------------------------- |
| FIPRESCI       | Češke sanje / Český sen       | Vít Klusák, Filip Remunda |
| zlati kolut    | Zboristi / Les Choristes      | Christophe Barratier      |
| vodomec        | Popolni preobrat / Somersault | Cate Shortland            |
| Posebna omemba |                               |                           |
| vodomec        | Pogrešana / Bu jian           | Li Kang-šeng              |

Člani žirij
- FIPRESCI:
  -  Marco Lombardi
  -  Maya Dimitrieva
  -  Peter Kolšek
- vodomec
  -  Alissa Simon
  -  Christine Dollhofer
  -  Brane Šturbej

## Filmi
Programske sekcije
- Perspektive: vodomec
- Predpremiere
- Obzorja: zlati kolut; zmagovalni film Cankarjev dom odkupi za predvajanje po Sloveniji
- Ekstravaganca
- Proti vetru
- Posvečeno: Kim Ki-duk
- Odbitki: celovečerni filmi mladih režiserjev, ki se ukvarjajo s sodobno udarno tematiko
- Gverila (tudi Gverila dokumentarci/Gverila dokumentarni): dokumentarni filmi
- Kratki: izbor kratkih filmov

### Perspektive
| Film                   | Izvirni naslov                                     | Država                            | Leto | Režija                      | Jezik             |
| ---------------------- | -------------------------------------------------- | --------------------------------- | ---- | --------------------------- | ----------------- |
| Češke sanje            | Český sen / Czech Dream                            | Češka                             | 2004 | Vit Klusak, Filip Remunda   | češ.              |
| Čudovita splitska noč  | Ta divna splitska noć / The Beautiful Split Night  | Hrvaška                           | 2004 | Arsen Anton Ostojić         | hrv.              |
| Do kosti               | Down to the Bone                                   | Mehika                            | 2004 | Debra Granik                | angl.             |
| Druga stran ulice      | O Outro Lado da Rua / The Other Side of the Street | Brazilija · Francija              | 2004 | Marcos Bernstein            | port.             |
| Izginevanje            | Verfluechtigung / Disappearing                     | Avstrija                          | 2004 | Marijan Hinteregger         | slov./nem.        |
| Kako sem ubil svetnika | Kako ubiv svetec / How I Killed a Saint            | Francija · Makedonija · Slovenija | 2003 | Teona Strugar Mitevska      | mak.              |
| Lepa kot slika         | Comme un image / Like an Image                     | Francija                          | 2004 | Agnes Jaoui                 | fr.               |
| Nedokončana zgodba     | Dastaneh natamam / Story Undone                    | Irska · Iran                      | 2004 | Hassan Yektapanah           | iran.             |
| Ples v treh korakih    | Ballo a Tre Pasi / Three-Step Dance                | Italija                           | 2003 | Salvatore Mereu             | sardin./fr.       |
| Pogrešana              | Bu jian / The Missing                              | Tajvan                            | 2003 | Li Kang Šeng/Lee Kang Sheng | mandarin.         |
| Poletna nevihta        | Sommersturm / Summer Storm                         | Nemčija                           | 2004 | Marco Kreuzpaintner         | nem.              |
| Popolni preobrat       | Somersault                                         | Avstralija                        | 2004 | Cate Shortland              | angl.             |
| Ruševine / Ruins       | Ruševine / Ruins                                   | Slovenija                         | 2004 | Janez Burger                | slov.             |
| Simetrija              | Symetria / Symmetry                                | Poljska                           | 2003 | Konrad Niewolski            | polj.             |
| Stanje zamaknjenosti   | Garden State                                       | Združene države Amerike           | 2004 | Zach Braff                  | angl.             |
| Svatba                 | Wesele / The Wedding                               | Poljska                           | 2004 | Wojciech Smarzowski         | polj.             |
| Vezilja                | Brodeuses / A Common Thread                        | Francija                          | 2004 | Éléonore Faucher            | fr.               |
| Vojak                  | Private                                            | Italija                           | 2004 | Saverio Costanzo            | angl./arab./jidiš |

Za nagrado vodomec so se potegovali vsi filmi iz sekcije Perspektive, razen Ruševin Janeza Burgerja.

### Predpremiere
| Film                    | Izvirni naslov                                       | Država                                                                                                | Leto | Režija                    | Jezik               |
| ----------------------- | ---------------------------------------------------- | --- | ---- | ------------------------- | ------------------- |
| 2046                    | 2046                                                 | Ljudska republika Kitajska · Nemčija · Francija · Hongkong                                            | 2004 | Vong Kar-vaj/Wong Kar Wai | kant./jap./mandar.  |
| 25 stopinj pozimi       | 25 degrés en hiver / 25 Degrees in Winter            | Belgija · Španija · Francija · Rusija                                                                 | 2004 | Stéphane Vuillet          | fr.                 |
| 5x2                     | 5x2                                                  | Francija                                                                                              | 2004 | François Ozon             | fr.                 |
| Čudovita dežela         | The Beautiful Country                                | Norveška · Združene države Amerike                                                                    | 2004 | Hans Peter Molland        | angl.               |
| Dnevnik motorista       | Diarios de motocicleta / The Motorcycle Diaries      | Argentina · Nemčija · Združeno kraljestvo Velike Britanije in Severne Irske · Združene države Amerike | 2004 | Walter Salles             | špan.               |
| Družba                  | The Company                                          | Združene države Amerike                                                                               | 2003 | Robert Altman             | angl.               |
| Dvojčici                | De Tweeling / Twin Sisters                           | Nizozemska                                                                                            | 2002 | Ben Sombogaart            | nizozem./nem./angl. |
| Gracijin otok           | Respiro respiro / Gracia's Island                    | Francija · Italija                                                                                    | 2002 | Emanuele Crialese         | it.                 |
| Kava in cigarete        | Coffee and Cigarettes                                | Združene države Amerike                                                                               | 2003 | Jim Jarmush               | angl.               |
| Marija milosti polna    | Maria, llena eres de gracia / Maria Full of Grace    | Kolumbija · Združene države Amerike                                                                   | 2004 | Joshua Marston            | špan.               |
| Namišljeni junaki       | Imaginary Heroes                                     | Belgija · Nemčija · Združene države Amerike                                                           | 2004 | Dan Harris                | angl.               |
| Ne premikaj se          | Non ti mouvere / Don't Move                          | Španija · Italija · Združeno kraljestvo Velike Britanije in Severne Irske                             | 2004 | Sergio Castellito         | it.                 |
| Niti                    | Strings                                              | Danska                                                                                                | 2004 | Anders Ronnow-Klarlund    | angl.               |
| P.S.                    | P.S.                                                 | Združene države Amerike                                                                               | 2004 | Dylan Kidd                | angl.               |
| Sivi kamion rdeče barve | Sivi kamion crvene boje / The Red Colored Grey Truck | Srbija in Črna gora · Nemčija · Slovenija                                                             | 2004 | Srdan Koljević            | srb.                |
| Slaba vzgoja            | La Mala Educacion / Bad Education                    | Španija                                                                                               | 2004 | Pedro Almodovar           | špan.               |
| Vzgojitelji             | Die Fetten Jahren sind vorbei / The Edukators        | Avstrija · Nemčija                                                                                    | 2004 | Hans Weingartner          | nem./angl.          |
| Z glavo ob zid          | Gegen die Wand / Head On                             | Nemčija · Turčija                                                                                     | 2004 | Fatih Akin                | nem.                |
| Zadeni kot Beckham      | Bend It Like Beckham                                 | Nemčija · Združeno kraljestvo Velike Britanije in Severne Irske                                       | 2002 | Gurinder Chandha          | angl.               |
| Zlo                     | Ondskan / Evil                                       | Danska                                                                                                | 2003 | Mikael Hafström           | šved./fin.          |

### Obzorja
Filmi iz sekcije Obzorja so se potegovali za nagrado občinstva zlati kolut. Gledalci so najbolje ocenili film Zboristi (povprečna ocena 4,83).
| Film                      | Izvirni naslov                                              | Država                                                                                     | Leto | Režija                               | Jezik     | Ocena |
| ------------------------- | ----------------------------------------------------------- | ------------------------------------------------------------------------------------------ | ---- | ------------------------------------ | --------- | ----- |
| Čudežne rokavice          | Los Gunates Magicos / Magic Gloves                          | Argentina · Nemčija · Francija                                                             | 2003 | Martin Rejtman                       | špan.     |       |
| Dobrodošli v Švici        | Bienvenue en Suisse / Welcome to Switzerland                | Švica · Francija                                                                           | 2004 | Lea Fazer                            | fr.       | 3,94  |
| Igre nezvestobe           | Neverné hry / Faithless Games                               | Češka · Slovaška                                                                           | 2003 | Michaela Pavlatova                   | češ.      | 4,10  |
| Izhod za nebesa           | Tor zum Himmel / Gate to Heaven                             | Nemčija                                                                                    | 2003 | Veit Helmer                          | nem.      | 4,53  |
| Kar naenkrat              | A tout de suite / Right Now                                 | Francija                                                                                   | 2004 | Benoît Jacquot                       | fr.       | 3,78  |
| Kavboji in angeli         | Cowboys and Angels                                          | Nemčija · Irska · Združeno kraljestvo Velike Britanije in Severne Irske                    | 2003 | David Gleeson                        | angl.     | 4,03  |
| Krasnija                  | Naesland / Niceland                                         | Nemčija · Danska · Islandija · Združeno kraljestvo Velike Britanije in Severne Irske       | 2004 | Fridrik Thór Fridriksson             | angl.     | 4,22  |
| Lesena kamera             | The Wooden Camera                                           | Francija · Združeno kraljestvo Velike Britanije in Severne Irske · Republika Južna Afrika  | 2003 | Ntshaveni Wa Luruli                  | angl.     | 4,43  |
| Moj polbrat Frankenstein  | Moj svodnyj brat Frankenštejn / My Stepbrother Frankenstein | Rusija                                                                                     | 2004 | Valerij Todorovski/Valery Todorovsky | rus.      | 4,52  |
| Morje tišine              | Verder dan de maan / Sea of Silence                         | Belgija · Nemčija · Danska · Nizozemska                                                    | 2003 | Stijn Coninx                         | nizozem.  | 4,13  |
| Nadebudneži               | Bright Young Things                                         | Irska                                                                                      | 2003 | Stephen Fry                          | angl.     | 3,94  |
| Napola                    | Napola                                                      | Nemčija                                                                                    | 2004 | Dennis Gansel                        | nem.      | 4,52  |
| Ostajam!                  | Je reste! / I'm Staying!                                    | Francija                                                                                   | 2003 | Diane Kurys                          | fr.       | 3,76  |
| Pot v Koktebel            | Koktebel / Roads to Koktebel                                | Rusija                                                                                     | 2003 | Aleksej Popogrebski, Boris Hlebnikov | rus.      | 3,92  |
| Priče                     | Svjedoci / Witnesses                                        | Hrvaška                                                                                    | 2003 | Vinko Brešan                         | hrv.      | 4,64  |
| Sveto dekle               | La Nina Santa / Holy Girl                                   | Argentina · Španija · Italija · Nizozemska                                                 | 2004 | Lucrecia Martel                      | špan.     | 2,93  |
| Šizo                      | Šiza / Schizo                                               | Kazahstan · Rusija                                                                         | 2004 | Gulšat Omarova/Gulshat Omarova       | rus.      | 4,17  |
| Tukaj                     | Tu / Here                                                   | Bosna in Hercegovina · Hrvaška                                                             | 2003 | Zrinko Ogresta                       | hrv.      | 3,89  |
| V tvojih rokah            | Forbrydelser / In Your Hands                                | Danska                                                                                     | 2004 | Annette K. Olesen                    | dan.      | 4,26  |
| Viski                     | Whisky                                                      | Argentina · Nemčija · Urugvaj                                                              | 2004 | Juan Pablo Rebella, Pablo Stoll      | špan.     | 3,95  |
| Zadnji rez                | The Final Cut                                               | Kanada                                                                                     | 2004 | Omar Naim                            | angl.     | 3,71  |
| Zakaj (ne) Brazilija?     | Pourquoi (pas) le Bresil / Why (Not) Brasil                 | Francija · Združeno kraljestvo Velike Britanije in Severne Irske · Združene države Amerike | 2004 | Laetitia Masson                      | fr.       | 2,92  |
| Zaupne besede tujca       | Confidences trop intimes / Intimate Strangers               | Francija                                                                                   | 2004 | Patrice Leconte                      | fr.       | 3,94  |
| Zboristi                  | Les Choristes / Choruses                                    | Švica · Nemčija · Francija                                                                 | 2004 | Christophe Barratier                 | fr.       | 4,83  |
| Zgodba o Marie in Julienu | Historie de Marie et Julien / Story of Marie and Julien     | Francija · Italija                                                                         | 2003 | Jacques Rivette                      | fr.       | 2,69  |
| Zimski sen                | San zimske noći / Midwinter Night's Dream                   | Srbija in Črna gora                                                                        | 2004 | Goran Paskaljević                    | srb.      | 4,30  |
| Zlomljeno steklo          | Shattered Glass                                             | Kanada · Združene države Amerike                                                           | 2003 | Billy Ray                            | angl.     | 3,63  |
| Zora                      | Om jag vaender mig om / Daybreak                            | Švedska                                                                                    | 2004 | Bjoern Runge                         | šved.     | 4,27  |
| Živela Lalžirija          | Viva Laldjerie / Viva Algeria                               | Belgija · Alžirija · Francija                                                              | 2004 | Nadir Mokneche                       | fr./arab. | 3,92  |

### Ekstravaganca
| Film                             | Izvirni naslov                                         | Država                                                                               | Leto | Režija                                       | Jezik                 |
| -------------------------------- | ------------------------------------------------------ | ------------------------------------------------------------------------------------ | ---- | -------------------------------------------- | --------------------- |
| Dogodivščine jeklene muce        | Hua jai tor ra nong / The Adventures of the Iron Pussy | Tajska                                                                               | 2003 | Apichatpong Weerasethakul, Michael Shaowanas | taj.                  |
| Luknja v srcu                    | Ett hal i mitt hjarta / A Hole in My Heart             | Danska · Švedska                                                                     | 2004 | Lukas Moodysson                              | šved.                 |
| Najbolj žalostna glasba na svetu | The Saddest Music in the World                         | Kanada                                                                               | 2003 | Guy Maddin                                   | angl.                 |
| Oko                              | Jian gui / The Eye                                     | Hongkong · Singapur · Tajska · Združeno kraljestvo Velike Britanije in Severne Irske | 2002 | Oxide Pang Chun, Danny Pang                  | kant./taj./mandarin.  |
| Oko 2                            | Jian gui 2 / The Eye 2                                 | Hongkong · Tajska                                                                    | 2004 | Oxide Pang, Danny Pang                       | kant./taj./mandarin.  |
| Stari dečko                      | Oldboy                                                 | Južna Koreja                                                                         | 2004 | Čan-Vok Park/Park Chan-wook                  | korej.                |
| Udarna novica                    | Dai si gein / Breaking News                            | Hongkong                                                                             | 2004 | Johnny To                                    | kant./mandarin./angl. |
| Večno sonce brezmadežnega uma    | Eternal Sunshine of the Spotless Mind                  | Združene države Amerike                                                              | 2004 | Michel Gondry                                | angl.                 |

### Proti vetru
| Film               | Izvirni naslov                                | Država                                | Leto | Režija                                             | Jezik      |
| ------------------ | --------------------------------------------- | ------------------------------------- | ---- | -------------------------------------------------- | ---------- |
| Čakalnica          | Bekleme Odasi / The Waiting Room              | Turčija                               | 2004 | Zeki Demirkubuz                                    | tur.       |
| Hiša letečih bodal | Shi mian mai fu / The House of Flying Daggers | Ljudska republika Kitajska · Hongkong | 2004 | Džang Žimou/Yang Yimou                             | mandarin.  |
| Kavarna Lumiere    | Kôhî jikô / Café Lumière                      | Japonska · Tajvan                     | 2004 | Hou Hsiao Hsien                                    | jap./angl. |
| Moolaade           | Moolaade                                      | Francija · Senegal                    | 2004 | Ousmane Sembene                                    | bambar.    |
| Po dnevu pred tem  | Masnap / After the Day Before                 | Madžarska                             | 2004 | Attila Janisch                                     | madž.      |
| Tropska bolezen    | Sud pralad / Tropical Malady                  | Nemčija · Francija · Italija · Tajska | 2004 | Apčitatpong Virasetakul/Apichatpong Weerasetthakul | taj.       |

### Posvečeno: Kim Ki-duk
| Film                                      | Izvirni naslov                                                                    | Država            | Leto | Režija          | Jezik                         |
| ----------------------------------------- | --------------------------------------------------------------------------------- | ----------------- | ---- | --------------- | ----------------------------- |
| Koliko je tam ura?                        | Ni na bian ji dian / What Time Is It There?                                       | Francija · Tajvan | 2001 | Tsai Ming-liang | mandarin./fr./južni min/angl. |
| Naslov neznan                             | Suchwiin bulmyeong / Address Unknown                                              | Južna Koreja      | 2001 | Kim Ki-duk      | korej.                        |
| Obalna straža                             | Hae anseon / Coast Guard                                                          | Južna Koreja      | 2002 | Kim Ki-duk      | korej.                        |
| Pomlad, poletje, jesen, zima... in pomlad | Bom yeoreum gaeul gyeoul geurigo bom / Spring, Summer, Fall, Winter... and Spring | Južna Koreja      | 2003 | Kim Ki-duk      | korej.                        |
| Samaritanka                               | Samaria / Samaritan Girl                                                          | Južna Koreja      | 2004 | Kim Ki-duk      | korej.                        |

### Gverila
| Film                       | Izvirni naslov                                     | Država                  | Leto | Režija                               | Jezik      |
| -------------------------- | -------------------------------------------------- | ----------------------- | ---- | ------------------------------------ | ---------- |
| Bar na Victoriji           | Bar na Victorii / A Bar at the Victoria Station    | Poljska                 | 2003 | Leszek Dawid                         | polj.      |
| Britanija                  | Britanya                                           | Francija                | 2003 | Marjoleine Boonstra                  | nizozem.   |
| Črkovanja                  | Spellbound                                         | Združene države Amerike | 2003 | Jeffrey Blitz                        | angl.      |
| Lov na Friedmane           | Capturing the Friedmans                            | Združene države Amerike | 2003 | Andrew Jarecki                       | angl.      |
| Nevidni: ilegalno v Evropi | Invisible - Illegal in Europe                      | Nemčija                 | 2003 | Andreas Voigt                        | nem.       |
| Nomijeva pesem             | The Nomi Song                                      | Nemčija                 | 2004 | Andrew Horn                          | angl./nem. |
| Smrt v Gibraltarski ožini  | Tarifa Traffic - Death in the Straits of Gibraltar | Švica · Nemčija         | 2003 | Joakim Demmer                        | nem.       |
| Središče                   | Die Mitte / The Center                             | Nemčija                 | 2003 | Stanislaw Mucha                      | nem.       |
| Super veliki jaz           | Super Size Me                                      | Združene države Amerike | 2003 | Morgan Spurlock                      | angl.      |
| Yes Men                    | The Yes Men                                        | Združene države Amerike | 2003 | Chris Smith, Dan Ollman, Sarah Price | angl.      |

### Odbitki
| Film                       | Izvirni naslov                              | Država                                                                     | Leto | Režija                    | Jezik |
| -------------------------- | ------------------------------------------- | -------------------------------------------------------------------------- | ---- | ------------------------- | ----- |
| Mladi, lepi in zadeti      | Les Gaous / Young, Beautiful and Screwed Up | Nemčija · Francija · Združeno kraljestvo Velike Britanije in Severne Irske | 2004 | Igor Sekulić/Igor Sekulia | fr.   |
| Povratnik                  | Povratnik / Homecoming                      | Srbija in Črna gora · Nemčija                                              | 2003 | Jovan Arsenić             | srb.  |
| Proti vsem                 | Contra Todos / One Against All              | Brazilija                                                                  | 2003 | Roberto Moreira           | port. |
| Rekonstrukcija             | Reconstruction                              | Danska                                                                     | 2003 | Christoffer Boe           | angl. |
| Tu pa tam / Here and There | Tu pa tam / Here and There                  | Slovenija                                                                  | 2004 | Mitja Okorn               | slov. |
| Zlobna struga              | Mean Creek                                  | Združene države Amerike                                                    | 2004 | Jacob Aaron Estes         | angl. |

### Kratki
| Film                        | Izvirni naslov                      | Država                                                | Leto | Režija             | Jezik          |
| --------------------------- | ----------------------------------- | ----------------------------------------------------- | ---- | ------------------ | -------------- |
| 2+1                         | 2+1                                 | Francija                                              | 2003 | Philippe Safir     | angl./fr./jap. |
| Enaka dva                   | Two of a Kind / Dois em um          | Brazilija                                             | 2003 | Luis Carlos Soares | port.          |
| Kolo                        | Kola / The Wheel                    | Belorusija                                            | 2003 | Viktor Asliuk      |                |
| Lepo te je videti           | Fajnie, że jesteś / Nice to See You | Poljska                                               | 2004 | Jan Komasa         | polj.          |
| Popolnost                   | Perfection                          | Združeno kraljestvo Velike Britanije in Severne Irske | 2004 | Colm McCarthy      |                |
| Splav                       | Das Floß / The Raft                 | Nemčija                                               | 2004 | Jan Thüring        |                |
| Stanovanje 9                | Interno 9                           | Italija                                               | 2004 | Davide del Degan   | it.            |
| Zasukanec / Mate to Measure | Zasukanec / Mate to Measure         | Nemčija · Slovenija                                   | 2004 | Špela Čadež        |                |
| Življenje smrti             | A Life of Death                     | Združene države Amerike                               | 2004 | Dawn Westlake      | angl.          |

Kratki filmi niso bili predvajani "samostojno", temveč pred določenimi celovečernimi.

## Spremljevalni program in gostje
Spremljevalni program:
- festivalski časopis
- pogovori s filmskimi ustvarjalci
- delavnica režije igranega filma PoEtika pod vodstvom režiserja Janeza Lapajneta (prva izvedba)
- interaktivni film DemoKino – virtualna biopolitična agora
- Forum dokumentarnega filma

Festival so obiskali (oz. svoj obisk napovedali):
- Janez Burger, režiser filma Ruševine
- Nives Ivanković, Dara Vukić, Vicko Bilandžić, igralci iz filma Čudovita splitska noč
- David Gleeson, režiser filma Kavboji in angeli
- Marijan Hinteregger, režiser filma Izginevanje
- Christian Lessiak, Gerhard Dorfer, Dunja Wutte, igralci iz filma Izginevanje
- Tom Schilling, glavni igralec v filmu Napola
- Mitja Okorn, režiser filma Tu pa tam
- Tibor Gabor, igralec v filmu Po dnevu pred tem
- Živko Zalar, pisec, producent in snemalec v filmu Priče
- Alma Prica, igralka v filmu Priče
- Maruša Bilisko, predstavnica producentov filma Priče
- Zrinko Ogresta, režiser filma Tukaj
- Roman Knižka, igralec v filmu Dvojčici
- Igor Sekulić, režiser filma Mladi, lepi in zadeti
- Stijn Coninx, režiser filma Morje tišine
- Andrew Horn, režiser filma Nomijeva pesem
- Hasan Jektapana, režiser filma Nedokončana zgodba
- Kostja Ullmann, igralec v filmu Poletna nevihta
- Stephane Vuillet, režiser filma 25 stopinj pozimi
- Li Kang-šeng

- Tsai Ming-liang, režiser filma Koliko je tam ura
- Anders Rønnow Klarlund, režiser fima Niti
- Teona Strugar Mitevska, režiserka filma Kako sem ubil svetnika
- Veit Helmer, režiser filma Izhod za nebesa
- Srdjan Koljević, režiser filma Sivi kamion rdeče barve
- Aleksandra Balmazović, igralka v filmu Sivi kamion rdeče barve
- Goran Volarević, snemalec in direktor fotografije v filmu Sivi kamion rdeče barve
- Jovan Arsenić, režiser filma Povratnik
- Ivan Dojrdjević, Snežana Trišić, igralca v filmu Povratnik
- Konrad Niewolski, režiser filma Simetrija
- Arkadiusz Detmers, igralec v filmu Simetrija
- Michael Shaowanasai, igralec in sorežiser filma Dogodivščine jeklene muce, igralec v filmu Tropska Bolezen
- Davide Grassi, ustvarjalec antizabavnega interaktivnega filma DemoKino
- Zeki Demirkubuz, režiser in igralec v filmu Čakalnica
- Mohammad Bakri, igralec v filmu Vojak
- Marco Kreuzpaintner, režiser filma Poletna nevihta
- Lazar Ristovski, igralec v filmu Zimski sen
- Arsen Ostojić, režiser filma Čudovita splitska noč
- Stefano Fantauzzi, predstavnik distribucijske družbe filma Ples v treh korakih